# Billie de Montfort
Billie de Montfort, född 15 maj 2011, är en fransk varmblodig travhäst. Hon tränas av Sébastien Guarato och körs oftast av Éric Raffin eller David Thomain.
Billie de Montfort började tävla 2013 och segrade i fem av fem starter under sin första säsong på tävlingsbanan. Hon har till maj 2021 sprungit in 25,1 miljoner kronor på 125 starter varav 22 segrar, 28 andraplatser och 22 tredjeplatser. Hon tog karriärens hittills största seger i Gran Premio delle Nazioni (2020). 
Hon har även segrat i Prix Une de Mai (2013), Critérium des Jeunes (2014), Prix Reine du Corta (2014), Prix de Tonnac-Villeneuve (2015), Prix Guy Le Gonidec (2015), Prix Gaston de Wazières (2015), Fyraåringseliten för ston (2015), Grand Prix de Gelsenkirchen (2018), Prix de Bourgogne (2020), Gran Premio Costa Azzurra (2021) och Lady Snärts Lopp (2021).
Hon har även kommit på andraplats i Grand Prix l'UET (2015), Prix de Sélection (2015), Critérium de vitesse de Basse-Normandie (2016, 2017), Prix de l'Atlantique (2017), Grand Prix de Wallonie (2017), Prix de Bretagne (2017) och Grand Critérium de Vitesse (2018) samt på tredjeplats i Critérium des 3 ans (2014), Grand Prix du Sud-Ouest (2017), Finlandialoppet (2018), Prix du Bourbonnais (2019), Gran Premio Palio Dei Comuni (2019) och Paralympiatravet (2020).

## Karriär

### Tiden som unghäst
Billie de Montfort började tävla för sin tränare Sébastien Guarato den 6 oktober 2013 med Hervé Langlois i sulkyn, hon vann loppet på tiden 1'20"0. Efter vinsten i debuten så var hon obesegrad i resten av sina starter som tvååring under sin tvåårings säsong startade hon 5 gånger och vann samtliga lopp. Under början av sin treårings säsong så startade hon med två raka andra platser innan hon vann sitt första och då hittills största lopp Critérium des Jeunes som är ett av treåringskriterierna i Frankrike. Under treåringssäsongen uteblev vinster i de allra största loppen såsom Critérium des 3 ans som är det mer prestigefyllda kriteriet än Critérium des Jeunes, en anledning till detta är Bold Eagle som är född i samma kull. Under säsongen 2014 vann hon bland annat Grupp 2-loppen Prix Masina och Prix Ozo
År 2015 inledde hon med en vinst i Grupp 2-loppet Prix de Tonnac-Villeneuve. Under säsongen kom hon bland annat på andraplats i Grupp 1-loppen Grand Prix l'UET, Prix de Sélection och Grupp 2-loppet Prix Charles Tiercelin. Men hon vann lopp som Prix Guy le Gonidec, Prix Gaston de Wazieres och Fyraåringseliten för ston under Elitloppshelgen 2015.

### Tiden i den äldre eliten
Billie de Montfort deltog i 2016 års upplaga av Elitloppet på Solvalla. Hon slutade på tredjeplats i sitt försök och tog sig därmed vidare till final. I finalen slutade hon oplacerad som sjua.
Hon deltog i 2018 års upplaga av världens största travlopp Prix d'Amérique på Vincennesbanan i Paris den 28 januari 2018. I loppet kördes hon av Alexandre Abrivard och slutade på åttondeplats. Under Elitloppshelgen 2018 startade hon i Sweden Cup, där hon slutade oplacerad i försöksloppet efter att ha startgalopperat.

## Stamtavla
| Efter Jasmin de Flore    | Vivier de Montfort | Kronos du Vivier | Sabi Pas           |
| Efter Jasmin de Flore    | Vivier de Montfort | Kronos du Vivier | Eva du Vivier      |
| Efter Jasmin de Flore    | Vivier de Montfort | Hotesse du Houx  | Uno                |
| Efter Jasmin de Flore    | Vivier de Montfort | Hotesse du Houx  | Poupee R           |
| Efter Jasmin de Flore    | Etoile du Pasteret | Mon Tourbillon   | Amyot              |
| Efter Jasmin de Flore    | Etoile du Pasteret | Mon Tourbillon   | Tornade Iv         |
| Efter Jasmin de Flore    | Etoile du Pasteret | Sa Pile          | Hillion Brillouard |
| Efter Jasmin de Flore    | Etoile du Pasteret | Sa Pile          | Borapile           |
| Undan Quismy de Montfort | And Arifant        | Sharif di Iesolo | Okänd              |
| Undan Quismy de Montfort | And Arifant        | Sharif di Iesolo | Okänd              |
| Undan Quismy de Montfort | And Arifant        | Infante D'aunou  | Niky des Etangs    |
| Undan Quismy de Montfort | And Arifant        | Infante D'aunou  | Oscana             |
| Undan Quismy de Montfort | Saharienne         | Homerion         | Seddouk            |
| Undan Quismy de Montfort | Saharienne         | Homerion         | Penelope V         |
| Undan Quismy de Montfort | Saharienne         | Klusa            | Brutus Lucius      |
| Undan Quismy de Montfort | Saharienne         | Klusa            | Bisaieule          |